# Fortunato Julián
Fortunato Julián García Hernando (Burgos, 15 de diciembre de 1891 - Burgos, 3 de octubre de 1972), más conocido como Fortunato Julián, fue un artista español.

## Biografía
Nacido en el seno de una familia sin tradición de ejercer el arte, Fortunato Julián se ejercita desde joven en el dibujo y la talla, acudiendo a la Academia Provincial de Dibujo de Burgos. En 1919 obtendrá una plaza como profesor en la misma, llegando en 1937 a ser su director hasta el año de su jubilación. Colaboró regularmente con la editorial Hijos de Santiago Rodríguez y con el Diario de Burgos. 
En lo personal, Fortunato Julián rehuyó los compromisos públicos y los contactos con personas ajenas a su círculo de conocidos. Expuso solamente una vez en público. Era hermano del también Leoncio García y tío de Román García Rodrigo, ambos también pintores.

## Obra artística
Fortunato Julián destacó en diversos campos artísticos, pues abordó por igual la pintura, el dibujo y la ilustración, la escultura, la orfebrería o incluso la realización de pergaminos iluminados.
Fue un destacado dibujante e ilustrador de su momento. Realizó decenas de ilustraciones para libros y folletos, y por encargo del Ayuntamiento de Burgos hizo los carteles para las Ferias y Fiestas en 1924, 1933, 1943 y 1944.
Como pintor realizó múltiples acuarelas y óleos, las más de las veces interpretando a su manera los paisajes y pueblos de la provincia de Burgos, que recorrió completamente en diferentes excursiones, o diferentes vistas de la ciudad de Burgos.
En el campo de la escultura ejecutó diversos monumentos funerarios por encargo, también participó en el concurso para monumentalizar el nuevo puente de San Pablo, si bien su proyecto no ganó. Es el autor del monumento ornamental situado en el centro de la Plaza de Castilla y del grupo escultórico del canónigo Barrantes, que se puede observar en el patio de la residencia del mismo nombre.
Ideó varias medallas, como la Medalla de la Ciudad de Burgos y la Medalla de la Provincia, y no dejó de lado el grabado ni la orfebrería. Fue solicitado igualmente para crear pergaminos miniados para homenajear a distintos personajes. Así mismo creó la llamada "Sala Cidiana" en la sede de la Diputación Provincial de Burgos, una sala-homenaje al Cid para la que ideó completamente la decoración mural, el mobiliario e incluso las vidrieras.
La obra de Fortunato Julián se encuentra repartida mayoritariamente entre sus herederos, particulares, entidades de ahorro y el Museo de Burgos, el Ayuntamiento y la Diputación.